# Америка (футбольный клуб, Мехико)
«Клуб Аме́рика» (исп. Club América), также известный как «Аме́рика» — мексиканский профессиональный футбольный клуб из столицы страны Мехико. Один из самых популярных футбольных клубов в стране. Принципиальным соперником для «Америки» является клуб «Гвадалахара». Противостояние «Америки» и «Гвадалахары» — самое важное в мексиканском футболе и называется Суперкласико. «Америка» становилась чемпионом страны 15 раз, что является рекордным показателем.

## История

### Любительский период
Футбольный клуб «Америка» был основан группой подростков 12 октября 1916 года. В этот день в 1492 году Христофор Колумб высадился на острове Сан-Сальвадор, и эта дата принята в качестве официального дня открытия Америки. По этой причине предложение назвать новый клуб «Америкой» было принято единогласным решением участников собрания.
В первые месяцы своего существования «Америка» играла товарищеские матчи с командами различных школ города. В июле 1917 года клуб отправил заявку на вступление в любительскую лигу Мексики, которая была удовлетворена. Свой первый официальный матч «Америка» сыграла 16 октября 1917 года против более опытного клуба «Хуниор», и уступила с достойным счётом 0:1. Уже во втором туре «Америка» одержала свою первую в историю победу, обыграв со счётом 2:0 команду «Депортиво Эспаньол». В этой игре дублем отметился Абель Флорес Рейес.
В своём первом сезоне «Америка» финишировала на последнем месте в турнирной таблице. По этой причине руководство клуба было вынуждено укреплять состав и приглашать игроков из других школ. Дабы избежать конфликтов между новичками и ветеранами в мае 1918 года название клуб изменилось на Club Centro Unión, что можно перевести как «Единый центральный клуб». Под этим названием команда выиграла свой первый трофей — Кубок Амистад, однако это был лишь товарищеский турнир.
В следующем сезоне «Сентро Унион» впервые стал вице-чемпионом Мексики, пропустив вперёд лишь признанного лидера любительской эпохи мексиканского футбола «Реал Эспанью». Примечательно, что «Сентро Унион», заняв второе место, имел отрицательную разницу забитых и пропущенных мячей (14:15), причём 10 из 15 мячей в ворота «Сентро Униона» отправила «Реал Эспанья», дважды обыграв своих главных преследователей (2:0 дома и 8:0 в гостях).
В феврале 1920 года клуб вернул себе прежнее название, и временно перешёл в альтернативную лигу. Постепенно в «Америке» начал складываться первый сильный состав. В сезоне 1923/24 «Америка» финишировала вровень с «Реал Эспаньей», и признаный гранд сумел взять очередной титул лишь в «золотом матче», обыграв соперников со счётом 2:1. Уже в следующем году «Америка» взяла реванш, и на протяжении четырёх лет подряд становилась чемпионом Мексики. Лишь однажды, в сезоне 1925/26, «Америке» оказали достойное сопротивление — для победы над «Астуриасом» «Америке» пришлось провести серию из трёх матчей (в реальности команды сыграли четыре раза подряд, но итог первой встречи был аннулирован) плей-офф.
В следующие 15 лет — до завершения любительского периода в истории мексиканского футбола — «Америка» трижды становилась вице-чемпионом страны — в сезонах 1929/30, 1934/35, 1935/36. В 1938 году «Америка» впервые завоевала Кубок Мексики.

### Профессиональный период
В 1943 году «Америка» стала одним из 10 сооснователей профессиональной лиги Мексики. Однако вплоть до сезона 1953/54 команда не поднималась выше восьмого места в итоговых таблицах чемпионата страны. В сезонах 1951/52 и 1952/53 «сине-кремовые» и вовсе финишировали в одном шаге от вылета — на 11 месте из 12 участников. Единственными значимыми успехами команды в этот период стали лишь две подряд победы в Кубке Мексики в 1954 и 1955 годах — оба раза в финале была обыграна «Гвадалахара». Лишь к концу 1950-х годов ситуация стала меняться. В 1959 году клуб приобрёл бизнесмен Эмилио Аскаррага Мильмо, сын владельца медиа-альянса Telesistema Mexicano Эмилио Аскаррага Видаурреты, преобразованного в 1973 году в телекоммуникационный концерн Televisa. В сезоне 1958/59 «Америка» была четвёртой, а в следующем году и вовсе второй, уступив чемпионский титул только мощнейшей «Гвадалахаре», завоевавшей свой второй из четырёх подряд титулов. «Америка» становилась второй в 1962 и 1964 годах, каждый раз пропуская вперёд только «Гвадалахару», матчи с которой стали для столичного клуба одними из самых принципиальных, а впоследствии превратились в Суперкласико Мексики.
В 1964 и 1965 годах команда выигрывала Кубок Мексики. Чемпионом Мексики на профессиональном уровне «Америка» впервые стала в сезоне 1965/66. Несмотря на то, что команда лидировала на протяжении всего сезона, он получился довольно сложным для команды. В начале чемпионата из-за проблем со здоровьем свой пост покинул главный тренер Алехандро Скопелли. Исполняющим обязанности главного тренера был назначен Хосе Монсебаэс, а затем на постоянной основе руководить стал уругваец Роберто Скароне. Несмотря на тренерскую чехарду, «орлы» удержали первое место. Лучшим игроком команды в чемпионском сезоне стал бразильский нападающий Жозе Алвес (Заге), ставший лучшим бомбардиром чемпионата с 20 голами.
В следующем сезоне «Америка» финишировала второй вслед за «Толукой», однако главным событием для клуба в этот период стало открытие стадиона «Ацтека» 29 мая 1966 года. В матче открытия хозяева поля сыграли с итальянским «Торино» 2:2, а первый гол в истории стадиона записал на свой счёт бразильский легионер «Америки» Арлиндо дос Сантос. На матче присутствовало более 100 тысяч зрителей, в том числе президент Мексики Густаво Диас Ордас и президент ФИФА Стэнли Роуз.
В 1970-е годы «Америка» дважды выигрывала чемпионат Мексики — в сезонах 1970/71 и 1975/76, а также занимала второе место в сезоне 1971/72. В 1974 году команда выиграла свой шестой Кубок Мексики. В 1977 году «орлы» впервые стали лучшими на континенте, завоевав Кубок чемпионов КОНКАКАФ.
Однако «золотым периодом» в истории «Америки» стали 1980-е годы. В этот период команда выиграла пять титулов чемпионов Мексики, а также два Кубка чемпионов КОНКАКАФ. В 1985 году за «орлов» дебютировал Луис Роберто Алвес по прозвищу «Загиньо» (сын Жозе Алвеса Заге), который стал лучшим бомбардиром в истории клуба, и с перерывами выступал за неё до 2003 года. Двое игроков, выступавших за «Америку» в 1970—1980-е годы, — Кристобаль Ортега (1977—1986) и Альфредо Тена (1974—1991) — стали рекордсменами клуба по количеству завоёванных трофеев — по 14.
17 августа 1986 года выявление чемпиона в матче «Америка»—"Гвадалахара" на стадионе «Ацтека» закончилось уникальным случаем — судья Антонио Маркес на 71 минуте матча («Америка» вела в счёте 1:0) удалил всех 22 игроков за участие в коллективной драке. Поводом к драке послужил удар защитника гостей Кирарте форварда хозяев Эрмосильо. Матч так и не был доигран.
1991 год стал для «Америки» довольно успешным — команда заняла второе место в чемпионате Мексики, уступиф в финале УНАМ Пумас, а также завоевав второй для себя Межамериканский кубок (разыгрывался между победителем Кубка чемпионов КОНКАКАФ и обладателем Кубка Либертадорес), обыграв в финале парагвайскую «Олимпию». В следующем году «Америка» в четвёртый раз завоевала Кубок чемпионов КОНКАКАФ.
Однако в дальнейшем у команды наступила «трофейная засуха», длившаяся целое десятилетие. В 2002 году «сине-кремовые» сумели вновь стать чемпионами Мексики — они выиграли летний чемпионат — первый для себя «короткий» чемпионат страны после внедрения этой системы в 1996 году. Свой юбилейный, 10-й чемпионский титул «Америка» выиграла в 2005 году, став победителем Клаусуры.
С 1998 года мексиканские команды стали приглашаться для участия в Кубке Либертадорес — главном клубном турнире Южной Америки. «Америка» сумела трижды дойти до полуфинала — в 2000 году она уступила будущему победителю «Боке Хуниорс» (1:4; 3:1), в 2002 году в двух матчах проиграла «Сан-Каэтано» (0:2; 1:2), а в 2008 году упустила место в финале ЛДУ Кито (также будущему победителю) лишь за счёт большего числа голов, пропущенных в домашнем матче (1:1; 0:0). В 2007 году «Америка» дошла до финала второго по значимости клубного турнира КОНМЕБОЛ, Южноамериканского кубка. «Орлы» обменялись гостевыми победами с аргентинским «Арсеналом», но в Мехико гости выиграли 3:2, тогда как в Авельянеде мексиканская команда сумела победить 2:1, что означало победу «Арсенала» за счёт большего числа забитых голов на выезде. В 2006 году «Америка» выиграла пятый Кубок чемпионов КОНКАКАФ.
В 2010-е годы «Америка» трижды становилась чемпионом Мексики — в Клаусуре 2013, Апертуре 2014 и Апертуре 2018 годов. Таким образом, «орлы» выиграли 13 чемпионских титулов, что является рекордным показателем за всю историю профессиональных чемпионатов Мексики. В сезонах 2014/15 и 2015/16 «Америка» выиграла два подряд розыгрыша Лиги чемпионов КОНКАКАФ (это название в 2008 году получил турнир Кубок чемпионов КОНКАКАФ), и в этом турнире с семью титулами «Америка» также является рекордсменом континента.
На Клубном чемпионате мира 2006 года команда заняла четвёртое место, проиграв матч за третье место египетскому «Аль-Ахли».
С семью трофеями «Америка» является рекордсменом по количеству побед в Лиге чемпионов КОНКАКАФ.

## Класико и фанаты

### Класико
У «Америки» есть два главных принципиальных противостояния.
Одно из них — это «Суперкласико», противостояние с клубом «Гвадалахара». Также играется «Столичное класико» — противостояние с «УНАМ Пумас» и «Молодое класико» — противостояние с «Крус Асулем»

## Титулы и достижения
- Чемпионы Мексики (16): 1965/66, 1970/71, 1975/76, 1983/84, 1984/85, 1985, 1987/88, 1988/89, Лет. 2002, Кл. 2005, Кл. 2013, Ап. 2014, Ап. 2018, Ап. 2023, Кл. 2023, Ап. 2024 (рекорд)
- Вице-чемпион Мексики (10): 1959/60, 1961/62, 1963/64, 1966/67, 1971/72, 1990/91, Кл. 2007, Ап. 2013, Ап. 2016, Ап. 2019
- Чемпионы Мексики (допрофессиональный период) (4): 1924/25, 1925/26, 1926/27, 1927/28
- Вице-чемпион Мексики (допрофессиональный период) (4): 1923/24, 1929/30, 1934/35, 1935/36
- Обладатель Кубка Мексики (6): 1938, 1954, 1955, 1964, 1965, 1974 (рекорд)
- Обладатель трофея Чемпион чемпионов Мексики (5): 1955, 1976, 1988, 1989, 2005
- Обладатель Кубка Пре-Либертадорес (1): 2002
- Победитель Лиги чемпионов КОНКАКАФ (7): 1977, 1987, 1990, 1992, 2006, 2014/15, 2015/16 (рекорд)
- Обладатель Кубка гигантов КОНКАКАФ (1): 2001
- Обладатель Межамериканского кубка (2): 1978, 1991
- Финалист Южноамериканского кубка (1): 2007

## Состав
| 1  | Флаг Мексики | Вр  | Луис Малагон                               | 1997 |  |  |  |  |  |
| 27 | Флаг Мексики | Вр  | Оскар Хименес                              | 1988 |  |  |  |  |  |
|    |              |     |                                            |      |  |  |  |  |  |
| 2  | Флаг Мексики | Защ | Луис Фуэнтес                               | 1986 |  |  |  |  |  |
| 3  | Флаг Мексики | Защ | Исраэль Рейес                              | 2000 |  |  |  |  |  |
| 4  | Флаг Уругвая | Защ | Себастьян Касерес                          | 1999 |  |  |  |  |  |
| 5  | Флаг Мексики | Защ | Кевин Альварес                             | 1999 |  |  |  |  |  |
| 14 | Флаг Мексики | Защ | Нестор Араухо                              | 1991 |  |  |  |  |  |
| 18 | Флаг Мексики | Защ | Кристиан Кальдерон                         | 1997 |  |  |  |  |  |
| 23 | Флаг Мексики | Защ | Эмилио Лара                                | 2002 |  |  |  |  |  |
| 26 | Флаг Мексики | Защ | Сальвадор Рейес                            | 1998 |  |  |  |  |  |
| 29 | Флаг Мексики | Защ | Рамон Хуарес                               | 2001 |  |  |  |  |  |
| 31 | Флаг Чили    | Защ | Игор Лихновски (в аренде из «УАНЛ Тигрес») | 1994 |  |  |  |  |  |
|    |              |     |                                            |      |  |  |  |  |  |
| 6  | Флаг Мексики | ПЗ  | Джонатан Дос Сантос                        | 1990 |  |  |  |  |  |

| 7  | Флаг Уругвая     | ПЗ  | Брайан Родригес                       | 2000 |  |  |  |  |  |
| 8  | Флаг Испании     | ПЗ  | Альваро Фидальго                      | 1997 |  |  |  |  |  |
| 10 | Флаг Чили        | ПЗ  | Диего Вальдес                         | 1994 |  |  |  |  |  |
| 16 | Флаг Мексики     | ПЗ  | Сантьяго Наведа                       | 2001 |  |  |  |  |  |
| 17 | Флаг США         | ПЗ  | Алекс Сендехас                        | 1998 |  |  |  |  |  |
| 20 | Флаг Парагвая    | ПЗ  | Ричард Санчес                         | 1996 |  |  |  |  |  |
| 28 | Флаг Мексики     | ПЗ  | Мауро Лаинес                          | 1996 |  |  |  |  |  |
|    |                  |     |                                       |      |  |  |  |  |  |
| 11 | Флаг Уругвая     | Нап | Джонатан Родригес                     | 1993 |  |  |  |  |  |
| 19 | Флаг Мексики     | Нап | Ильян Эрнандес (в аренде из «Пачуки») | 2000 |  |  |  |  |  |
| 21 | Флаг Мексики     | Нап | Энри Мартин (капитан)                 | 1992 |  |  |  |  |  |
| 24 | Флаг Нидерландов | Нап | Джавайро Дилросун                     | 1998 |  |  |  |  |  |
| 30 | Флаг Мексики     | Нап | Роман Мартинес                        | 2002 |  |  |  |  |  |
| 33 | Флаг Мексики     | Нап | Хулиан Киньонес                       | 1997 |  |  |  |  |  |

### Игроки в аренде
| \| № \| \| Поз. \| Имя \| Год рождения \| \| - \| \| ---- \| ---------------------------------------------------- \| ------------ \| \| \| \| Защ \| Хорхе Мере (в «Кадисе» до 30 июня 2024) \| 1997 \| \| \| \| Защ \| Ральф Оркин (в «Хуаресе» до 30 июня 2024) \| 2003 \| \| \| \| ПЗ \| Алан Медина (в «Масатлане» до 30 июня 2024) \| 1997 \| \| \| \| Нап \| Эстебан Лосано (в «Спортинге» Хихон до 30 июня 2024) \| 2003 \| |              |      |                                                      |              |
| № |              | Поз. | Имя                                                  | Год рождения |
| | Флаг Испании | Защ  | Хорхе Мере (в «Кадисе» до 30 июня 2024)              | 1997         |
| | Флаг США     | Защ  | Ральф Оркин (в «Хуаресе» до 30 июня 2024)            | 2003         |
| | Флаг Мексики | ПЗ   | Алан Медина (в «Масатлане» до 30 июня 2024)          | 1997         |
| | Флаг Мексики | Нап  | Эстебан Лосано (в «Спортинге» Хихон до 30 июня 2024) | 2003         |

## Символика
Цвета команды — жёлтый и синий с самого основания клуба. Символом является орёл, живое воплощение которого выпускается летать над стадионом перед самыми важными матчами.

### Форма

#### Домашняя
| 2006/07 | 2007/08 | 2008/09 | 2009/10 | 2010/11 | 2011/12 | 2012/13 | 2013/14 | 2014/15 | 2015/16 | 2016/17 |
| 2017/18 | 2018/19 | 2019/20 | 2020/21 | 2021/22 | 2022/23 | 2023/24 | 2024/25 | 2025/26 |         |         |

#### Гостевая
| 2006/07 | 2007/08 | 2008/09 | 2009/10 | 2010/11 | 2011/12 | 2012/13 | 2013/14 | 2014/15 | 2015/16 | 2016/17 |
| 2017/18 | 2018/19 | 2019/20 | 2020/21 | 2021/22 | 2022/23 | 2023/24 | 2024/25 | 2025/26 |         |         |

#### Резервная
| 2006/07 | 2008/07 | 2008/09 | 2009/10 | 2010/11 | 2011/12 | 2012/13 | 2013/14 | 2014/15 | 2015/16 | 2016/17 |
| 2017/18 | 2018/19 | 2019/20 | 2020/21 | 2021/22 | 2022/23 | 2023/24 | 2024/25 |         |         |         |

Источники:,

## Стадион
«Америка» выступает на легендарном стадионе «Ацтека» в Мехико, одном из крупнейших в мире футбольных стадионов, на котором прошли два финала чемпионата мира.